# Dissimilazione
La dissimilazione è un fenomeno che si verifica quando un segmento fonologico si modifica per differenziarsi dal suo contesto fonologico. 
Il fenomeno esattamente opposto (e molto più diffuso) è l'assimilazione.

## Esempi
Il suffisso latino -alis, aggiunto a morfemi con una [l], diventa -aris (oralis vs. singularis). Lo stesso fenomeno si trasferisce in inglese, per i suffissi -al e -ar (cultural vs. spectacular), e in italiano (pettorale vs. polare) e nella maggioranza delle lingue romanze.
In diacronia abbiamo esempi di dissimilazione nell'evoluzione delle lingue romanze dal latino, ad esempio la parola per 'albero':
- lat. ARBOREM[1] > it. albero

la prima vibrante R si è dissimilata dalla seconda diventando una laterale L
- lat. ARBOREM > sp. árbol

in questo caso la dissimilazione ha interessato la seconda vibrante
- lat. ARBOREM > sic. àrbulu

in questo caso la dissimilazione ha interessato la seconda vibrante
- lat. ARBOREM > sic. àrburu

non è avvenuta nessuna dissimilazione
- lat. ARBOREM >  por. árvore

non è avvenuta nessuna dissimilazione
- lat. ARBOREM > fr. arbre

non è avvenuta nessuna dissimilazione
- lat. ARBOREM > rum. arbor

non è avvenuta nessuna dissimilazione
Un classico esempio di dissimilazione è la legge di Grassmann.
Un esempio di dissimilazione in italiano è relativo all'uso impersonale di un verbo pronominale: *si si pettina → ci si pettina. Poiché il si impersonale e il si riflessivo risultano adiacenti, il primo prende la forma ci (un allomorfo).